# カスタム・ハウス (ダブリン)
カスタム・ハウス（愛: Teach an Chustaim、英: The Custom House）は、アイルランドのダブリンにある庁舎。現在、住宅・計画・地方政府省が入居している。

## 概要
カスタム・ハウスは、18世紀の新古典主義建築の建物であり、リフィー川の北岸、バット橋とタルボット記念橋の間のカスタム・ハウス岸壁に位置している。カスタム・ハウスはかつて名称の通り税関だったため「税関」とも訳されるが、現在は住宅・計画・地方政府省が入居している。

## 歴史

### 初期

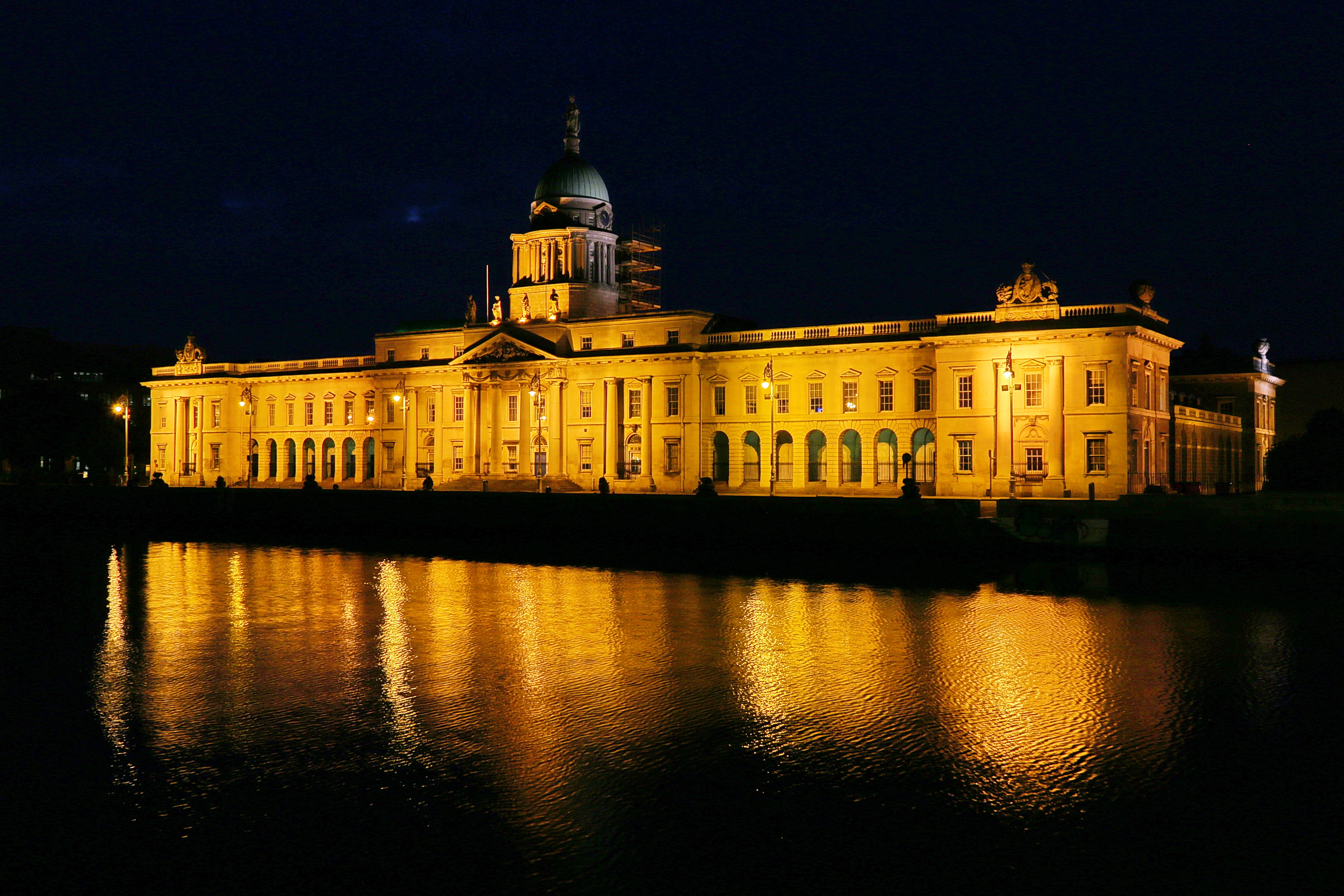
夜のカスタム・ハウス

以前のカスタム・ハウスは、技術者のトーマス・バーグ（1670年 - 1730年）によって1707年に建設された。しかし、18世紀後半には目的に適さないと判断された。
ダブリンの新たなカスタム・ハウスの建設は、1780年にアイルランドの初代歳入総監に就任したジョン・ベレスフォードの発案だった。1781年には、当初の建築家であったトーマス・クーリーが死亡したため、ジェームズ・ギャンドンを建築家に任命した。これがガンドンにとって最初の大規模な依頼だった。新しいカスタム・ハウスはダブリン・コーポレーション（当時のダブリン市議会）や一部の商人からは不評で、街の軸を移動させてしまう、船を運ぶスペースが少なくなる、当時は沼地だった場所に建設されている、などと不満の声が上がっていた。土地の購入は遅れ、法外な金額であることが証明され、基礎の敷設は、数千人の暴徒を従えた大保安官とダブリン・コーポレーションの一員によって中断された。しかし、ベレスフォードは竣工を決意し、抗議の声を無視していた。

### 建設

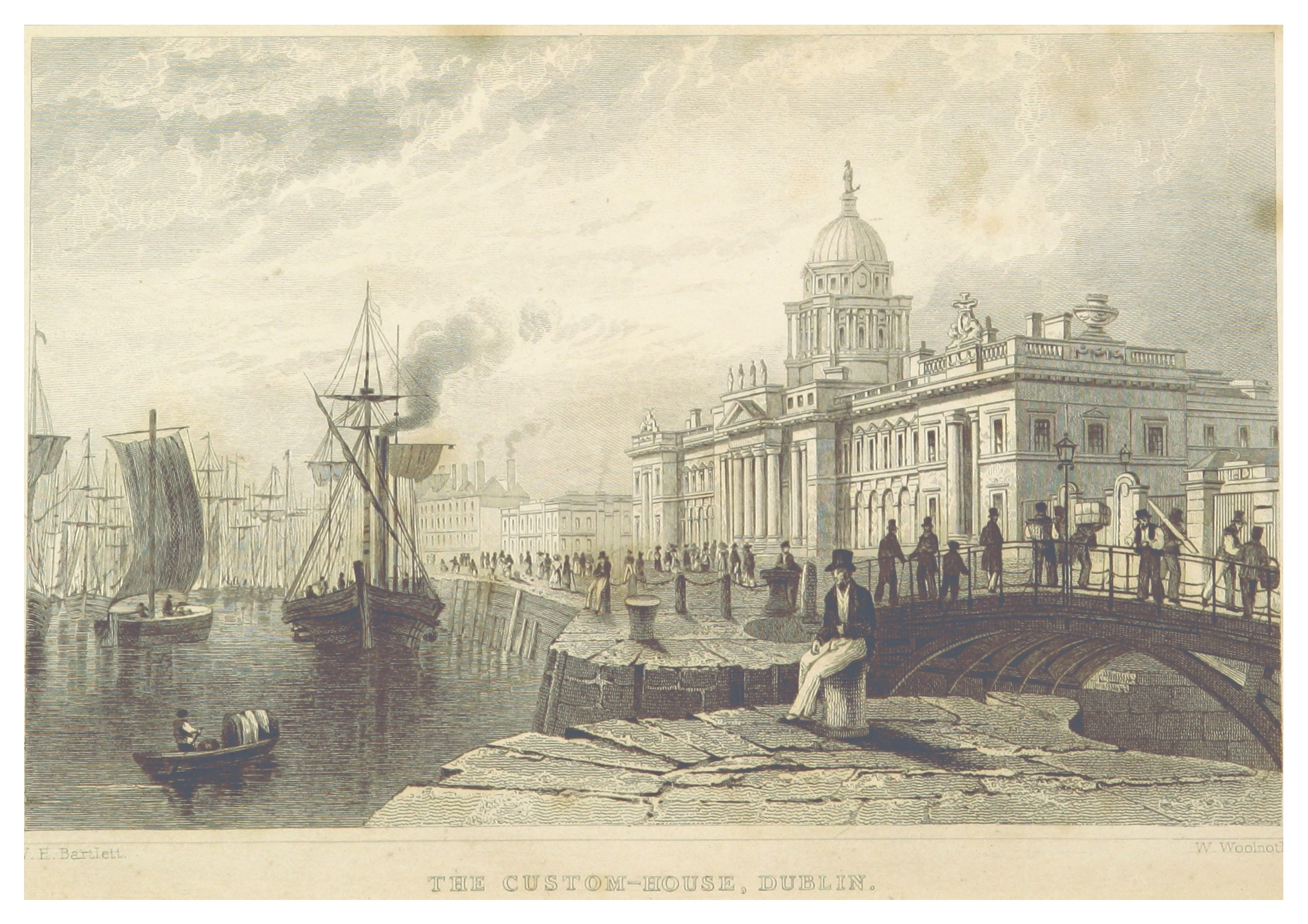
1837年のカスタム・ハウス

1781年に建設が開始され、助手にはミーズの石切り工ヘンリー・ダーリー、石工ジョン・センプル、大工ヒュー・ヘンリーなどのアイルランドのアーティストが選ばれた。ダブリンの空いている石工は皆、建設に従事していた。1791年11月7日に完成し、開館したときには、当時としては巨額の20万ポンドをかけて建設された。4つのファサードは、アイルランドの川を表す紋章と装飾彫刻（エドワード・スミス作）で飾られている。ドームの上の像などは、もう一人の芸術家ヘンリー・バンクスが担当した。

### 用途と再開発

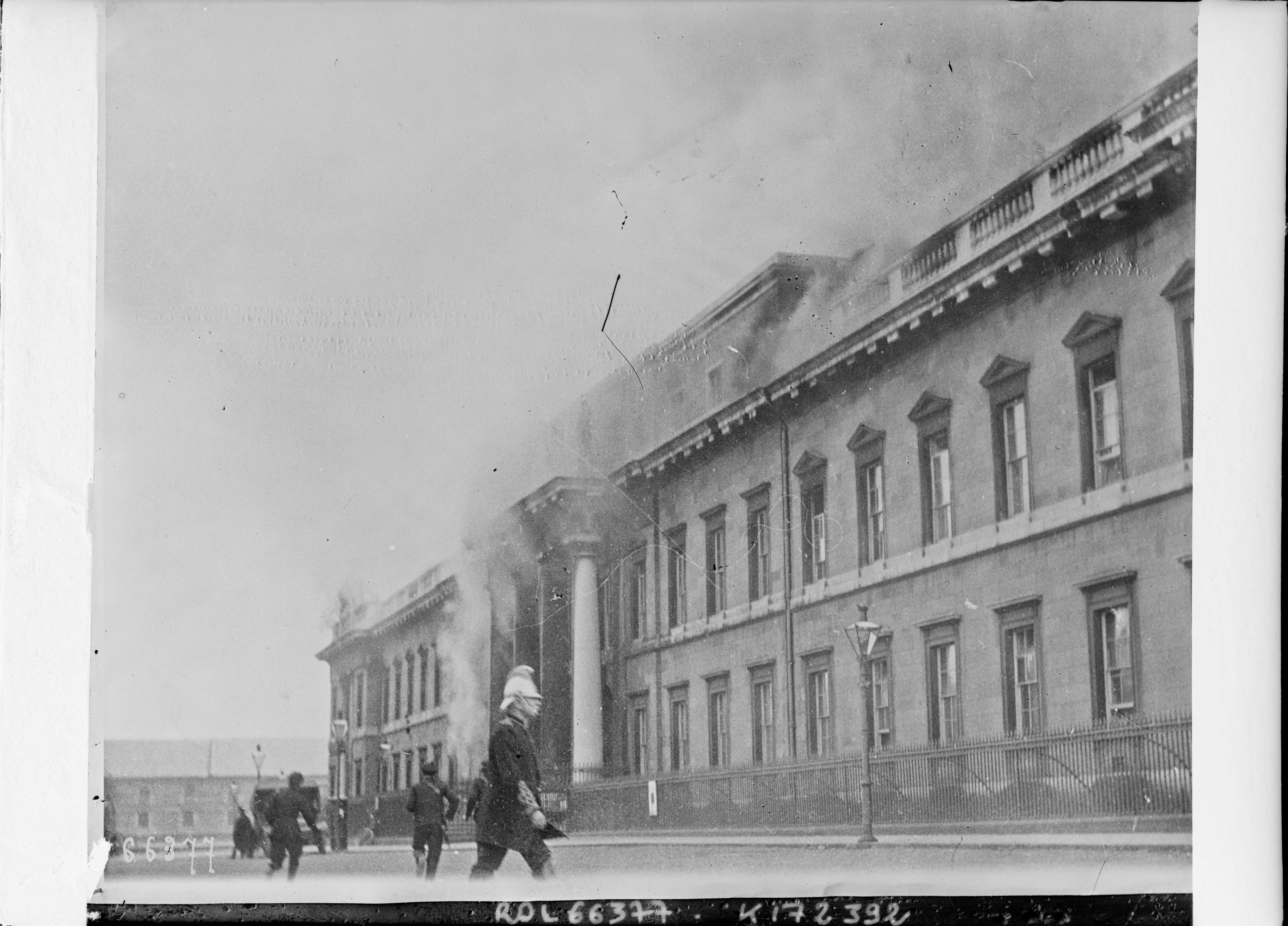
カスタム・ハウスの火災（1921年5月25日）

ダブリンの港がさらに下流に移るにつれ、関税を徴収するための本来の用途は廃止され、アイルランド地方政府委員会の本部として使用されるようになった。1921年のアイルランド独立戦争の際には、アイルランド共和国軍（IRA）がイギリスのアイルランド支配を妨害するためにカスタム・ハウスを全焼させた。ガンドンの元々の内部は火災で破壊され、中央のドームは崩壊した。また、歴史的記録も大量に焼失した。目的を達成したにもかかわらず、カスタム・ハウスへの攻撃は、攻撃中または後退中に多数の志願兵が捕らえられたため、IRAにとっては後退となった。
英愛条約の後、アイルランド自由国政府によって修復された。その結果、今日でも建物の外観で見ることができる。アイルランドの資源を促進するための試みとして、ドームはアイルランド産のアードブラカン石灰岩を使用して復元された。元の建築に使用されたポートランド石よりも色が濃くなっている。
1980年代には公共事業局が石造物の更なる修復と清掃を行った。